# Nishi-Hongan-ji
Le Nishi-Hongan-ji (西本願寺, Nishi-Hongan-ji) ou « temple du vœu originel de l'ouest », est l'un des temples de l'école Jōdo shinshū à Kyōto.

## Histoire du temple
En 1591, le temple Hongan-ji obtient des terres de Hideyoshi Toyotomi et se voit déplacé depuis sa location originale à Ōsaka. Le mausolée de Shinran, fondateur du Jōdo shinshū est, lui, déplacé à Ōtani, à l'est de Kyōto, au début de l'époque d'Edo.
En 1602, le shogun Tokugawa Ieyasu confie des terres au patriarche Kyōnyo (ja) avec l'autorisation de l'empereur Go-Yōzei, afin de séparer le temple en deux pour réduire son influence.
Le Nishi-Hongan-ji se situe rue Horikawa, à l'ouest du Higashi-Hongan-ji. Il est plus ancien que celui-ci et son architecture est mieux conservée. Il est classé parmi les monuments historiques de l'ancienne Kyōto du patrimoine mondial de l'UNESCO.

## Galerie d'images

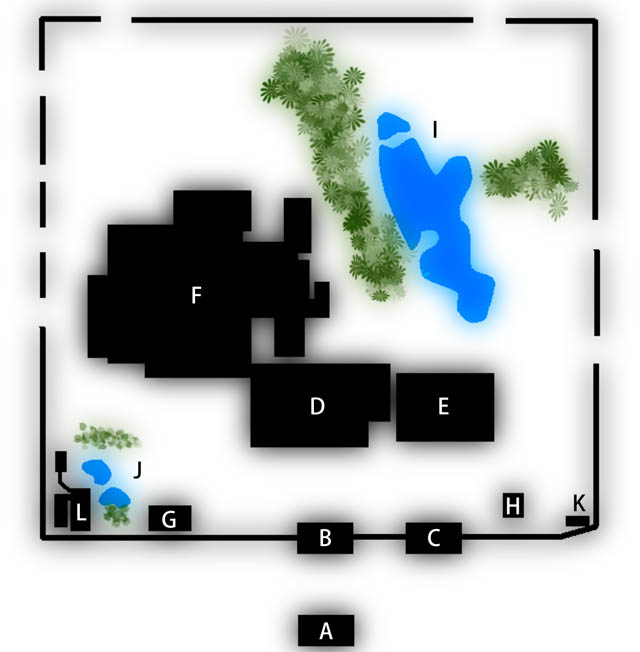
Disposition des bâtiments dans l'enceinte du Nishi-Hongan-ji.
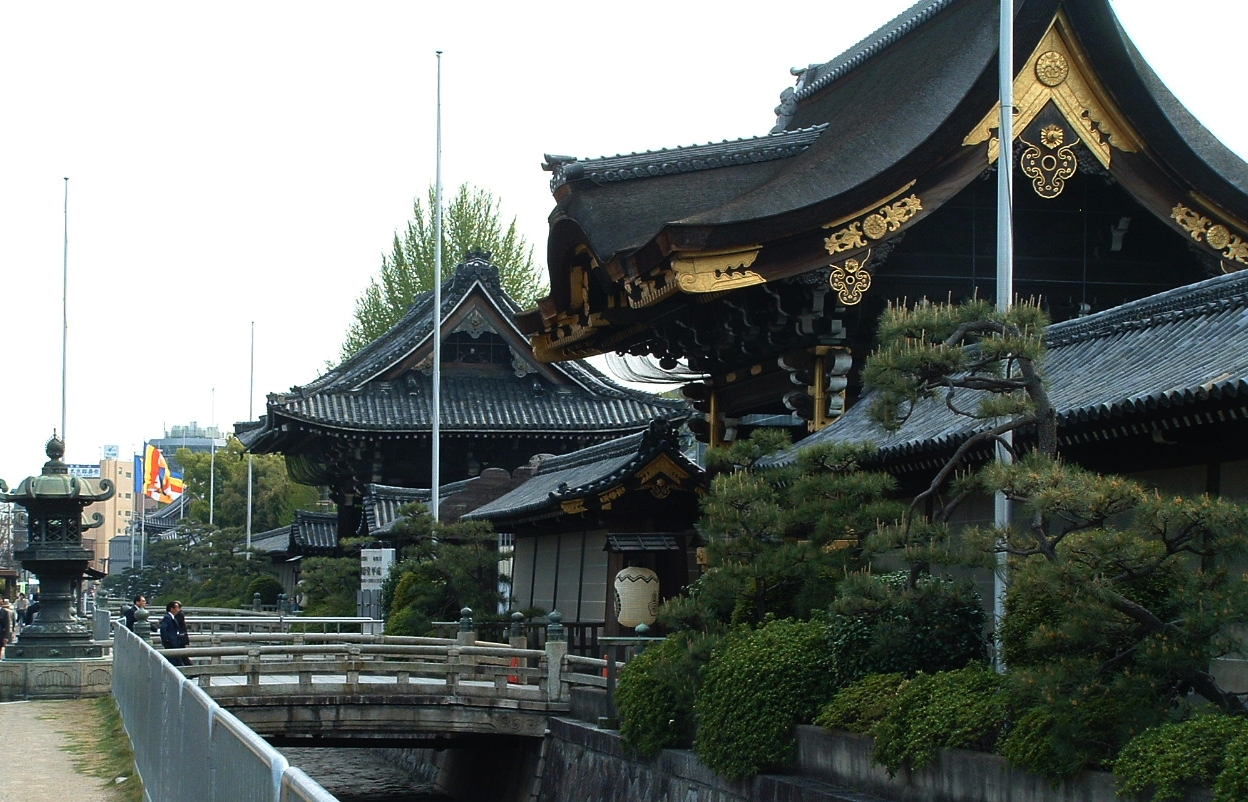
Porte de la chapelle de l'image de Shinran (au second plan) (B).
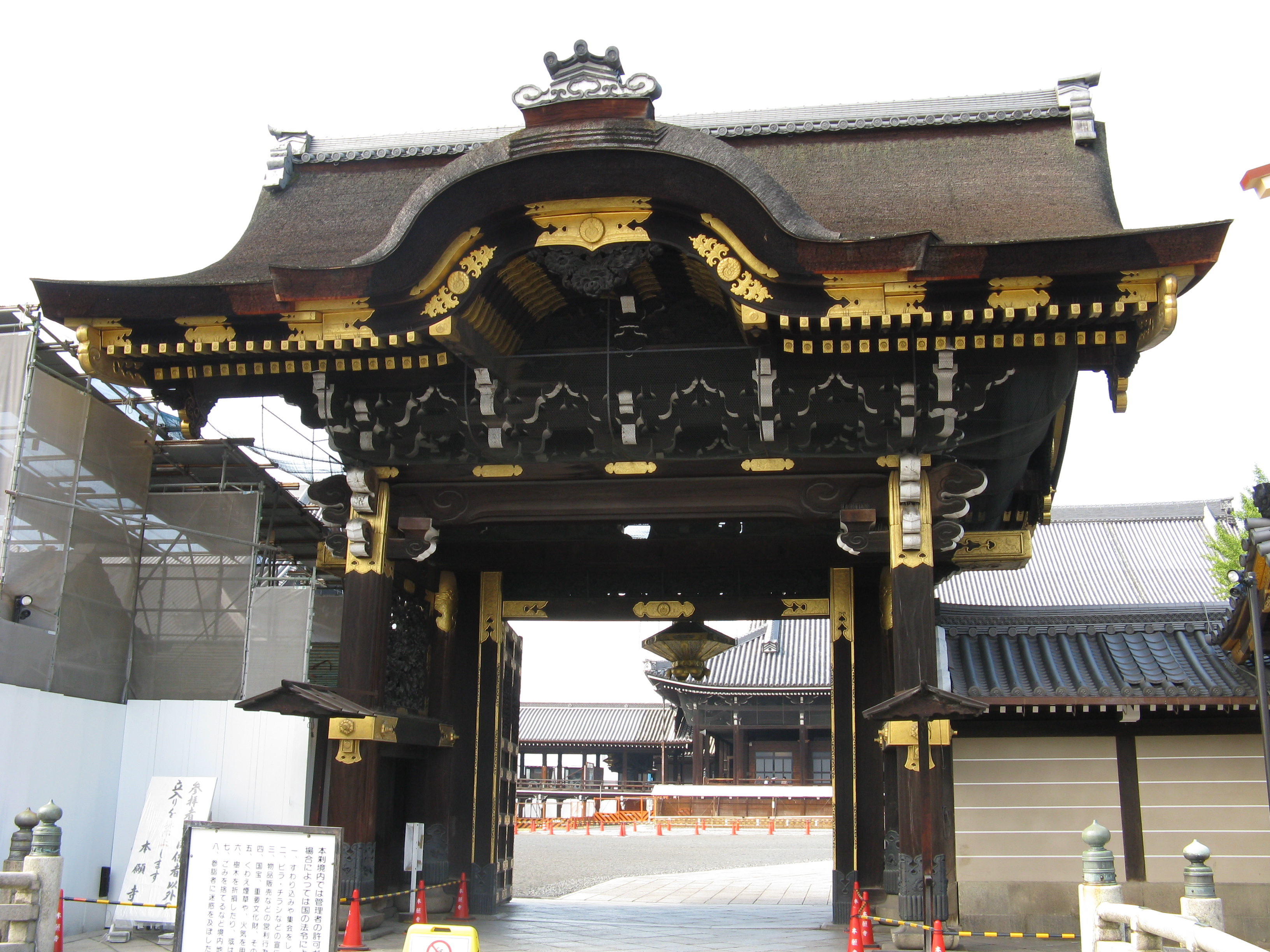
Porte de la chapelle d'Amitābha (C).
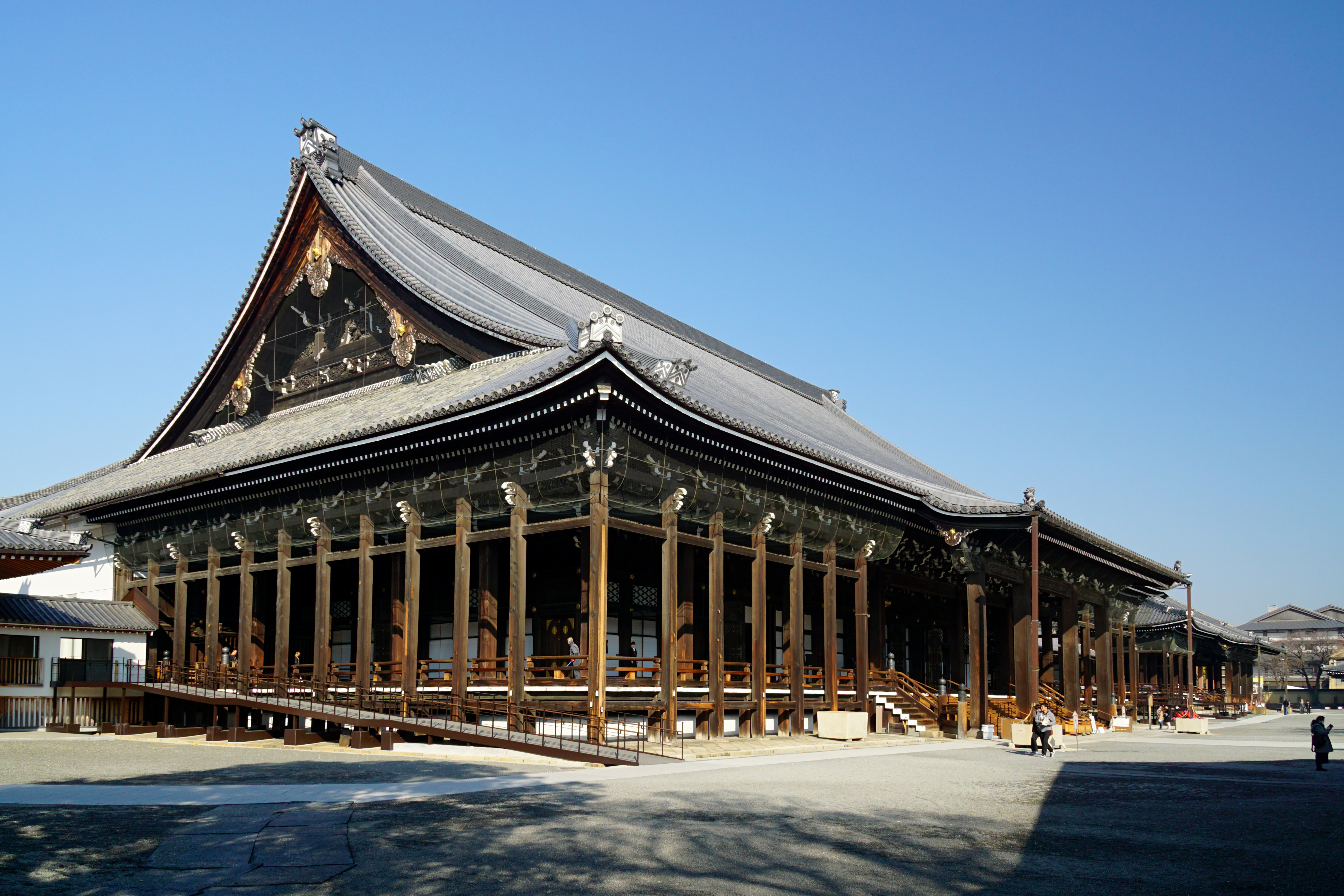
Chapelle de l'image de Shinran, Goei-dō (D).
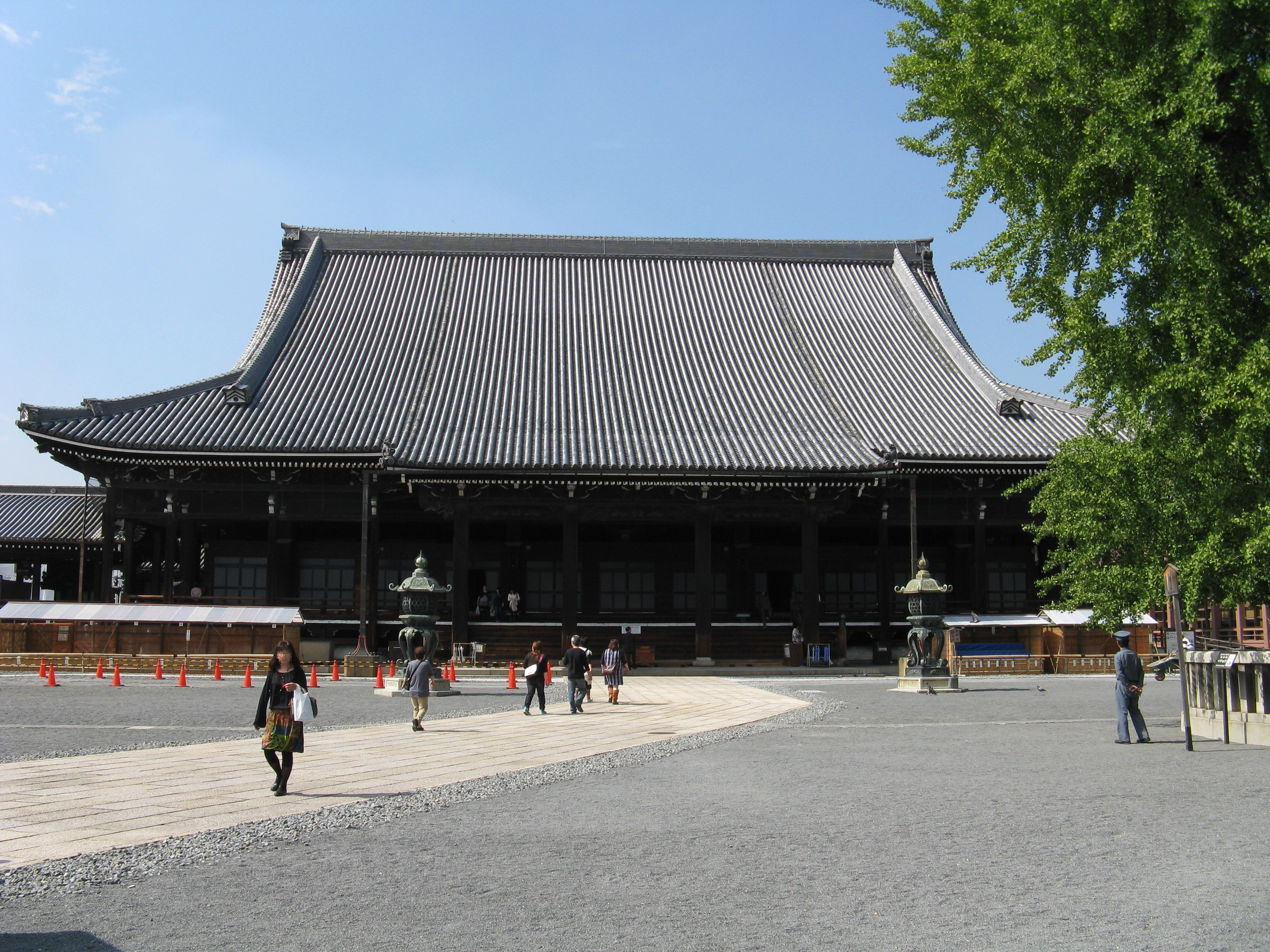
Chapelle d'Amitābha, ou Amida-dō (E).
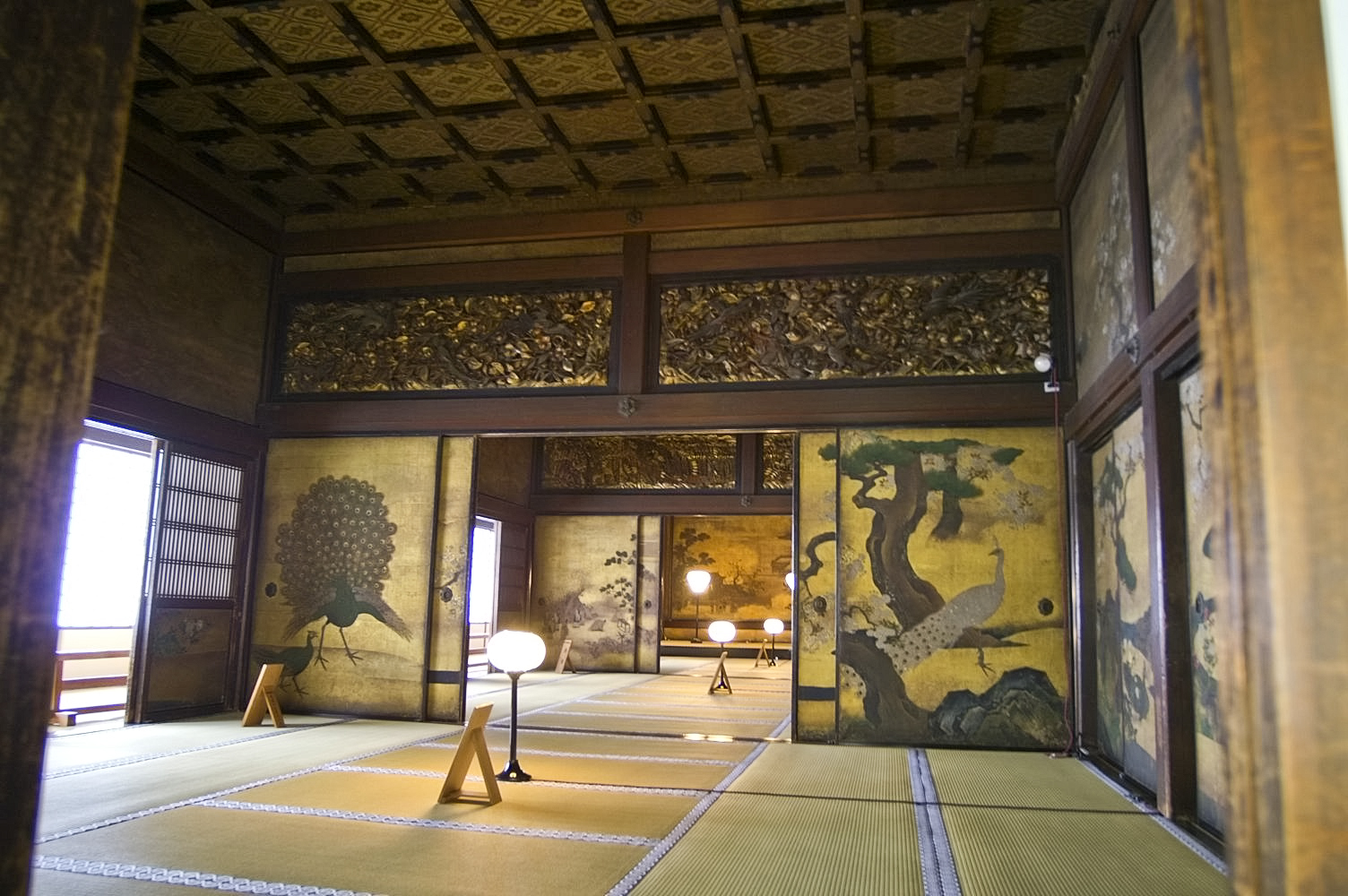
Salle d'audience, shoin, ici : Shiro shoin (F). Shōrō (G).
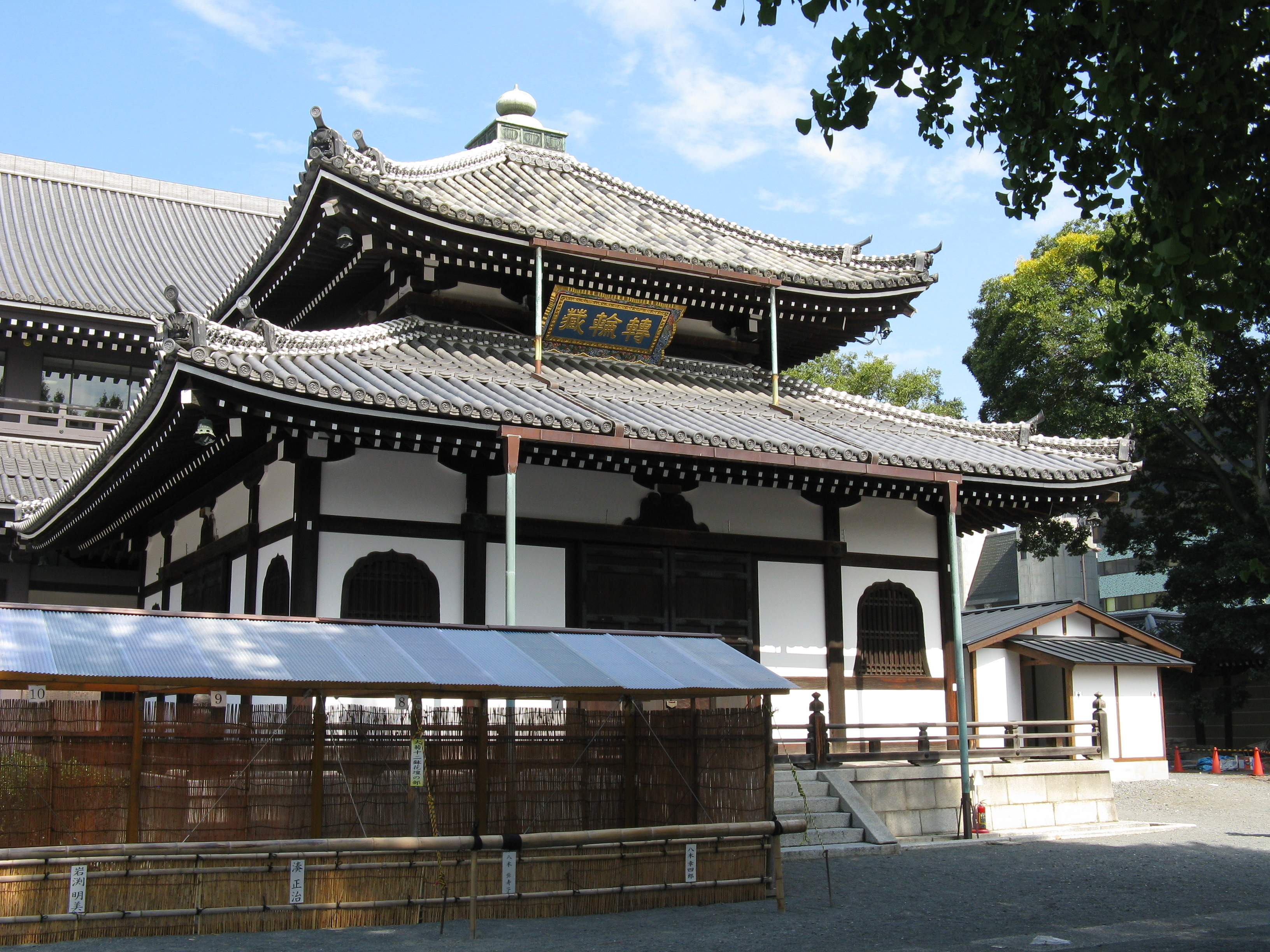
Trésor à sutras (H).
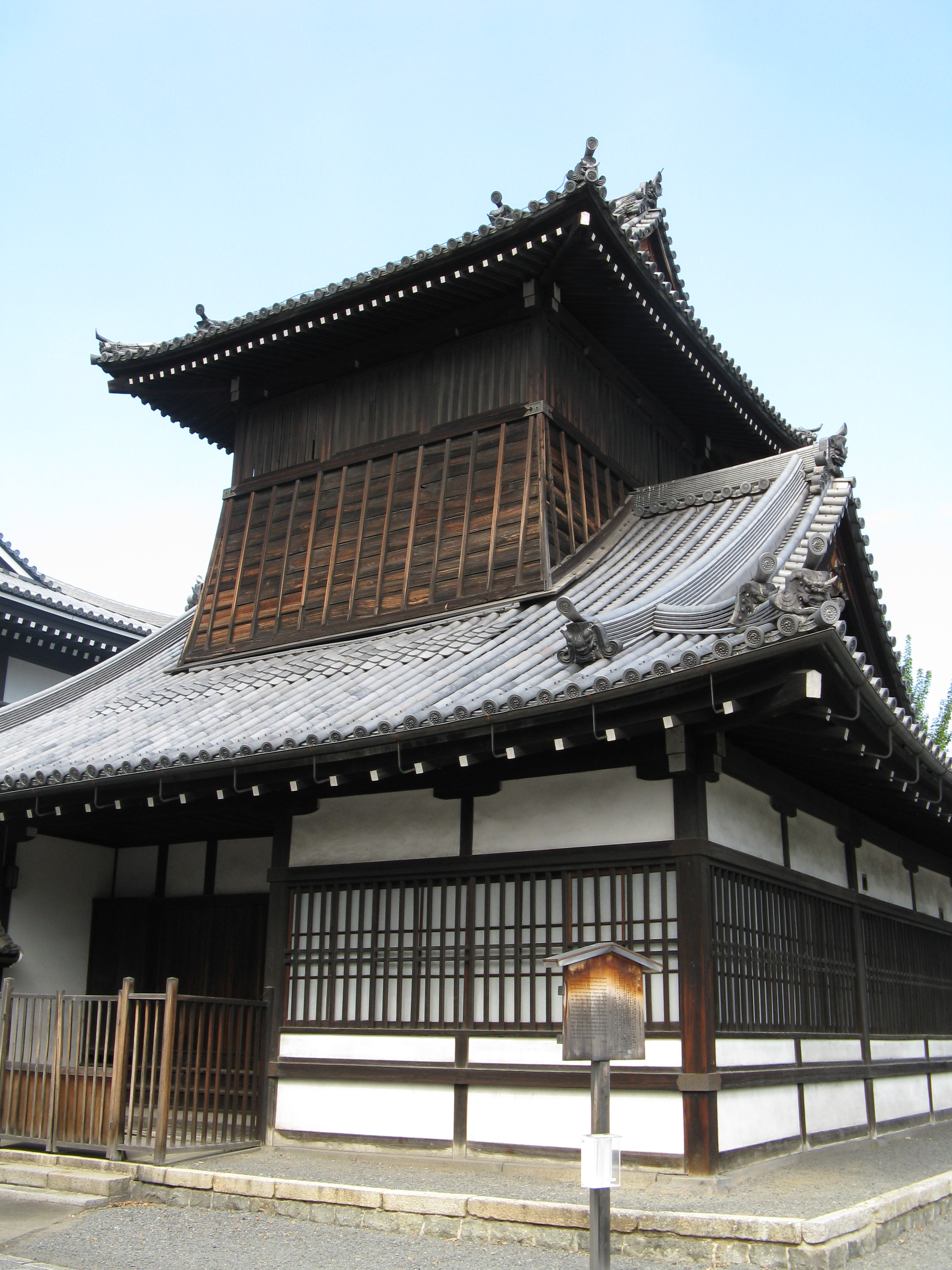
Tour des tambours (K).
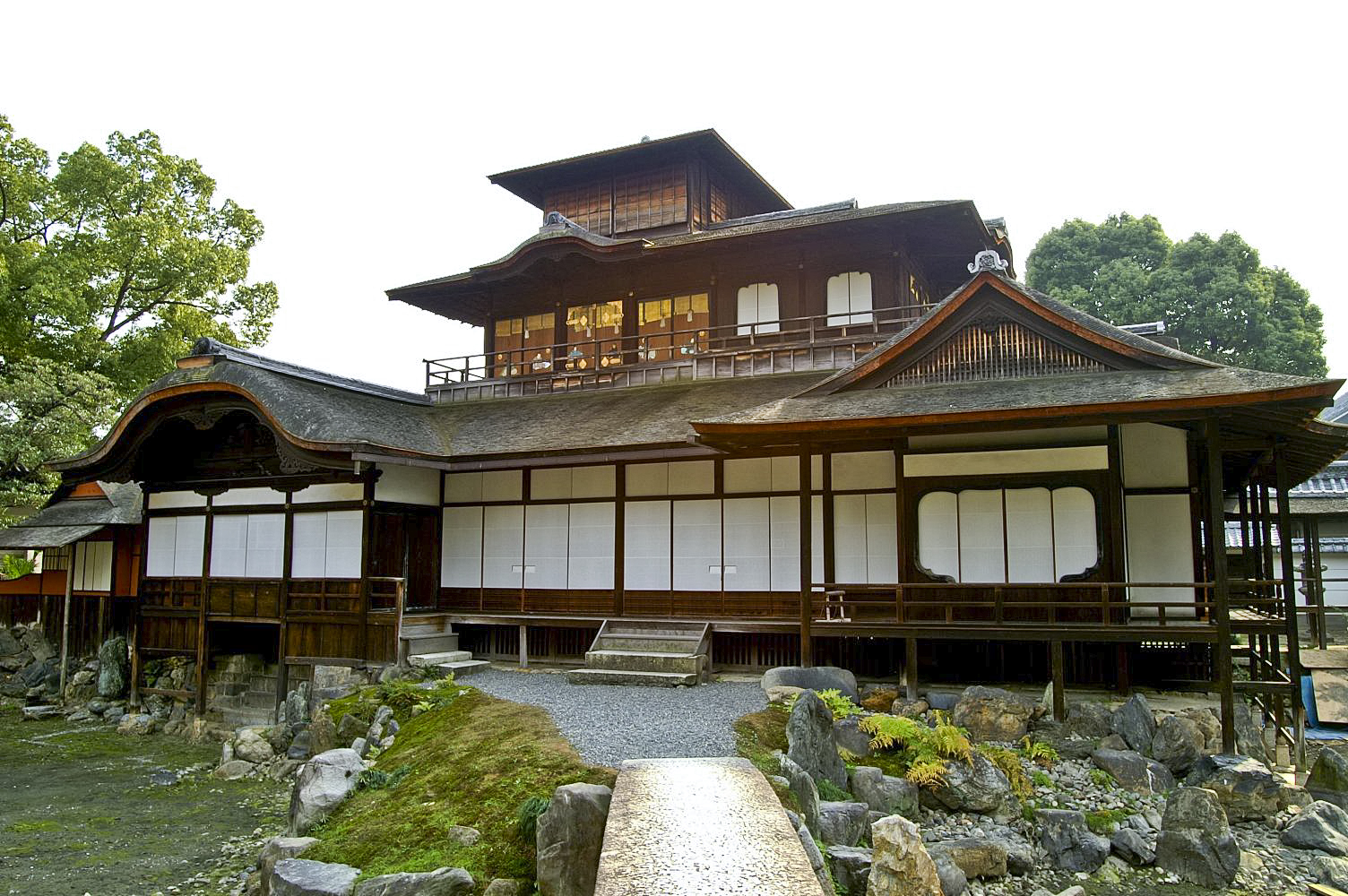
Pavillon des nuages flottants (L) (trésor national).
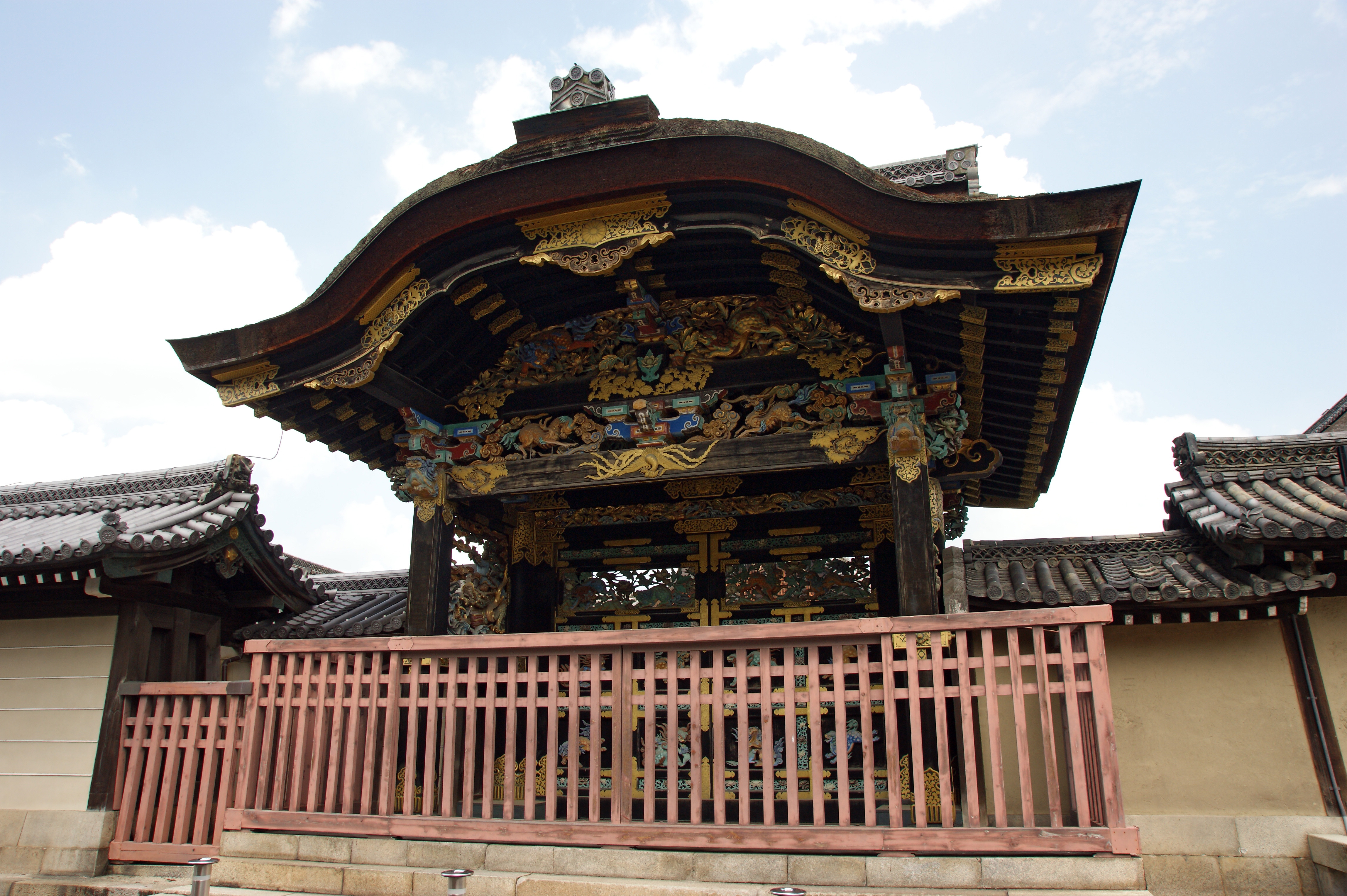
Karamon (porte chinoise) (trésor national).